# Văratic, Ialoveni
Văratic este un sat din raionul Ialoveni, Republica Moldova.

## Istorie
Cândva ocina Văratic făcea parte din marea moșie a satului Puhoi și aparținea unei mănăstiri de peste hotare. În presa timpului siliștea Văratic a fost menționată la 7 noiembrie 1864. Satul intra în componența jud. Bender, moșia în mărime de 3230 de desetine de pământ fusese acaparată de două văduve - Anastasia Melnikova și Ana Tanskoi, cu funcții în administrația județeană Bender. Iar băștinașii, vreo 50 de țărani la număr, nu aveau pământ. 
La 19 august 1878 moșierițele Melnikova și Tanskoi dăduseră în arendă 1459 de desetine de teren arabil unor comercianți din Chișinău. Către anul 1882 aici stăpânea moșia Fiodor Crupenski (1691 desetine) și Ana Tanskoi  (1368 desetine). Cătunul Văratic cu timpul prinse la puteri, în 1892 cireada de aici număra 130 de vite mari cornute. În 1911 cele două mori din Văratic, ale lui Onisim Malai și Zaharia Glavcev, fusese apreciate prima cu 3280 de ruble, a doua cu 7600 de ruble.
Reforma agrară basarabeană inițiată de Sfatul Țării și susținută de Coroana Regală română, din moșia Văratic și-au completat loturile 365 de țărani din satul nistrean Copanca, li s-au repartizat de la 3 până la 6 ha. Astfel, în 1937 s. Văratic întrunea 40 de familii de români, 50 de familii de bulgari și 10 familii de ruși.  
Administrația sovietică în 1940 a înregistrat în s. Văratic din r-nul Căinari 595 de oameni (406 moldoveni, 37 de ruși, 152 de alte etnii). Războiul teribil din 1941-1945 a răpit și dus în morminte ostășești comune 12 bărbați, precum urmează: Dumitru Beziazîcinîi (1918-1945), Mihail Blajanov (1922-1945), Ștefan Enachiu (1912-1944), Mihail Fomin (1910-1945), Tudor Malancean (1920-1945), Vasile Mandaji (1918-1945), Iosif Martânenco (1917-1945), Ștefan Martânenco (1921-1945), Vladimir Martânenco (1925-1945), Dumitru Zatic (1915-1945), Grigore Zatic (1918-1945), Ilie Zatic (1912-1945).  Sofronie Ciobanu în 1951 a fost condamnat la 25 de ani de detenție fiind acuzat de „colaboraționism”.  
În 1974 la Văratica fost dat în exploatare un complex zootehnic pentru 2400 de vaci, înregistrat în raionul Anenii Noi. Presa periodică de atunci a scris multe reportaje și articole despre acest orășel zootehnic unic, pe când director de sovhoz era E. Martea. Jurnalistul Vasile Meaun în „Moldova Socialistă” din 2 noiembrie 1984 numise acest complex „Comoară”. Dar atât complexului cât și sovhozului nu le-a fost sortit să supraviețuiască. Spre sfârșitul sec. XX ambele au dat faliment. Apoi, o perioadă de timp, aici a activat SRL „Valul lui Traian”, renumită prin producerea și prelucrarea cărnii (peste 120 de tipuri de mezeluri, 40 de mostre de conserve în asortiment, carne, pateuri, fructe). Acum țăranii din Văratic, ca și populația din întreaga republică, se orientează spre economia de piață.  
Recensământul din 1979 numărase la Văratic 364 de bărbați și 392 de femei, cel din 1989-respectiv, 522 de bărbați și 543 de femei. Recensământul din 2004 a înscris aici 1064 de locuitori.

## Demografie

### Structura etnică
Structura etnică a localității conform recensământului populației din 2004:
| Grup etnic                                               | Populație | % Procentaj  |
| -------------------------------------------------------- | --------- | ------------ |
| Băștinași declarați Moldoveni Băștinași declarați Români | 928 1     | 87,22% 0,09% |
| Ucraineni                                                | 52        | 4,89%        |
| Bulgari                                                  | 51        | 4,79%        |
| Ruși                                                     | 24        | 2,26%        |
| Găgăuzi                                                  | 5         | 0,47%        |
| Polonezi                                                 | 1         | 0,09%        |
| Alții                                                    | 2         | 0,19%        |
| Total                                                    | 1064      |              |

## Administrație și politică
Componența Consiliului local Văratic (9 consilieri), ales la 5 noiembrie 2023, este următoarea:
|  | Partid                                        | Consilieri | Componență | Componență | Componență | Componență | Componență | Componență | Componență |
|  | --------------------------------------------- | ---------- | ---------- | ---------- | ---------- | ---------- | ---------- | ---------- | ---------- |
|  | Partidul Dezvoltării și Consolidării Moldovei | 7          |            |            |            |            |            |            |            |
|  | Partidul Socialiștilor din Republica Moldova  | 2          |            |            |            |            |            |            |            |